# 高橋純子 (ジャーナリスト)
高橋 純子（たかはし じゅんこ、1971年 - ）は、朝日新聞編集委員・論説委員。

## 来歴
1971年福岡県古賀市生まれ。西南学院大学卒業。1993年に朝日新聞入社。鹿児島支局、西部本社社会部、月刊「論座」編集部（休刊）、オピニオン編集部、論説委員、政治部次長を経て編集委員・論説委員を兼任。
複数の筆者が担当する政治面のコラム「政治断簡」を担当。政治部次長時代に高橋が書いたコラムは、反安倍政権の姿勢を貫き、「だまってトイレをつまらせろ」、「スケベはスケベを呼ぶ」等と書き物議を醸し、読者から「下品な」、「中学生みたいな文章を書くな」、「朝日新聞も落ち目」との批判も受けたという。

## 発言・行動
朝日新聞阪神支局襲撃事件から30年の2017年5月3日、言論の自由をテーマにした神戸朝日ホールで行われた集会でパネリストとして参加し
、
と述べた。
平和安全法制を野党が「戦争法案」と批判したことに対して安倍晋三が「無責任なレッテル貼り」と喝破したことに対して。
日刊ゲンダイの「注目の人・直撃インタビュー」にて
。

## 著書

### 単著
- 『仕方ない帝国』（河出書房新社、2017年、ISBN 978-4309248295）